# Třída HSI 32
Třída HSI 32 je třída rychlých hlídkových lodí (interceptorů) stavěných francouzskou loděnicí Constructions Mécaniques de Normandie (CMN). Mezi hlavní úkoly plavidel patří potírání pirátů a pašeráků, monitorování životního prostředí, ochrana civilních plavidel a průmyslových zařízení, boj s rychlými čluny teroristů a jinými asymetrickými hrozbami či provádění misí SAR. Celkem bylo objednáno 48 člunů této třídy. Z toho šest objednal Mosambik, tři Angola a dalších 39 Saúdská Arábie.

## Pozadí vzniku
Prvním uživatelem této třídy se stal Mosambik. Stavba plavidel HSI 32 byla součástí velké objednávky na modernizaci malého Mosambického námořnictva. Dne 5. září 2013 byly u francouzské loděnice Constructions Mécaniques de Normandie objednány první tři kusy HSI 32, přičemž kontrakt zahrnoval také dodání tří lehkých oceánských hlídkových trimaranů typu Ocean Eagle 43 a 18 rybářských trawlerů. První člun HSI 32 byl na vodu spuštěn v Cherbourgu 18. března 2015. Dodání všech tří kusů bylo plánováno na konec roku 2015. První trojice byla do země dopravena na konci ledna 2016 na palubě nákladní lodě Deltagracht. V lednu 2015 Mosambik objednal druhou tříkusovou sérii člunů HSI 32. Dodány byly roku 2016.
Angola objednala roku 2016 tři čluny, které byly dodány roku 2019.
Dne 13. dubna 2018 saúdská společnost Zamil Offshore Services (ZOS) objednala u loděnice CMN 39 člunů této třídy pro saúdské královské námořnictvo. Prvních 19 člunů bude postaveno ve Francii a zbývajících 20 v saúdské loděnici Zamil Offshore Services. První dva čluny (trupová čísla 315 a 316) byly na vodu spuštěny v červenci 2019 v loděnici CMN. Tyto čluny byly do služby přijaty 23. ledna 2020. Plavidla druhé a třetí série byly loděnicí CMN předány 20. září 2020. Zároveň byl v říjnu 2020 spuštěn na vodu první člun vyrobený loděnicí ZOS. Poslední sérii člunů námořnictvo převzalo roku 28. února 2023.

## Konstrukce
Trup a nástavby člunů jsou vyrobeny ze slitin hliníku. Plavidla jsou vybavena systémem pro poslech radiokomunikace, přehledovým radarem, navigačním radarem, datalinkem a elektro-optickým senzorem. Posádku tvoří 12 osob (nouzově mohou krátkodobě pojmout až 64 trosečníků). Výzbroj tvoří jeden 20mm kanón v dálkově ovládané zbraňové stanici a dva ručně ovládané 12,7mm kulomety. Na palubě se nachází pětimetrový rychlý člun RHIB, který je na vodu spouštěn skluzem na zádi. Pohonný systém tvoří tři diesely MTU série 2000, dva generátory a trojice vodních trysek MJP. Nejvyšší rychlost dosahuje 43 uzlů (prototyp během zkoušek dosáhl rychlosti 47 uzlů). Dosah je 800 námořních mil při rychlosti 12 uzlů. Nebo 580 námořních mil při rychlosti 33 uzlů.

## UHSI32 Mk.II
Spoelčost CMN na bázi třídy HSI 32 postavila demonstrátor hladinového interceptoru UHSI32 Mk.II. V červenci 2025 bylo plavidlo předvedeno zástupcům francouzského námořnictva.

## Uživatelé
Angola
- Angolské námořnictvo – Roku 2019 dodány tři čluny.

 Mosambik
- Mosambické námořnictvo – V letech 2015–2016 dodáno šest člunů.

 Saúdská Arábie
- Saúdské královské námořnictvo – Objednáno 39 člunů. Dodány v letech 2020–2023.